# リチャード・ガーフィールド

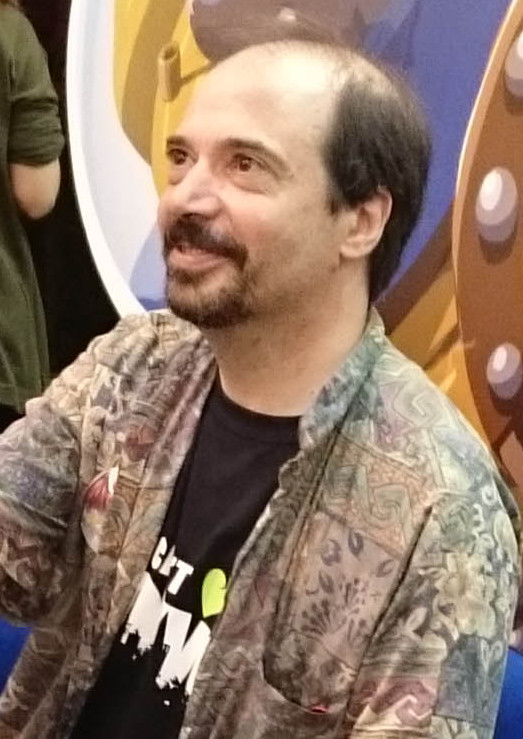
リチャード・ガーフィールド

リチャード・ガーフィールド（Richard Garfield PhD、1963年6月26日 - ）は、アメリカ人の数学者、ゲームデザイナーである。世界初のトレーディングカードゲームである「マジック:ザ・ギャザリング」を開発した。1993年のマジック:ザ・ギャザリングの発売は成功を収め、多くの関連商品が生み出された。ガーフィールドはそれを受け、キーフォージ、ネットランナー、バトルテック（CCG）、 ヴァンパイア：ザ・エターナル・ストラグル、スター・ウォーズ トレーディングカードバトル、グレート・ダルムチ、アーティファクト（ゲーム）、ロボラリーなどを開発した。また、ハーツから派生した複素数ハーツを考案した。彼が初めて熱中したゲームがダンジョンズ&ドラゴンズだったので、マジック:ザ・ギャザリングのデッキシステムはゲームキャラクターのようにカスタマイズできるようデザインされた。ガーフィールドとマジック:ザ・ギャザリングは、アドベンチャーゲームの殿堂入りをしている。

## 伝記

### 少年時代
ガーフィールドはフィラデルフィアで生まれ、父の建築の仕事の関係で、世界中の多くの場所で幼少期を過ごした。彼が12歳の時、彼の家族は結局オレゴン州に定住した。いつもパズルやゲームに興味を持ちながら、彼がダンジョンズ&ドラゴンズを遊び始めたときに、彼のゲームへの情熱が始まった。ガーフィールドが初めて自作ゲームをデザインした時、彼は13歳だった。

### 教育と経歴
1985年、彼は計算科学の分野で理学士の称号を受け取った。ベル研究所に勤務した後、その後彼は教育を継続することを決め、ペンシルベニア大学で統計学を専攻する。
ペンシルベニア大学の大学院生の時、彼は「マジック:ザ・ギャザリング」のデザインを始めた。テストプレイヤーのグループは主に大学の学友たちで、ゲームの開発のあちこちを形作った。彼が1985年にデザインしたen:RoboRallyを出版してくれる会社を探している時、ガーフィールドは「マジック」への関心を表明したピーター・アドキソンのウィザーズ・オブ・ザ・コーストを見つけた。
その後ウィザーズ社へen:RoboRallyを売り込むもこのゲームは売れず、ダンジョンズ&ドラゴンズのシナリオ集を担当していたアドキソン社長らとともにゲームのプロジェクトを発足。数ヵ月後、「コズミック・エンカウンター」をヒントにした「マジック:ザ・ギャザリング」の草案を提出する。
ガーフィールドはen:Herbert Wilfの下で学び、1993年にペンシルベニア大学から組合せ数学の分野で博士号 (Ph.D.) を取得した。His thesisは「二項係数pを法としての分布」であった。彼はワシントン州ワラワラのen:Whitman_Collegeで数学教授となった。
ウィザーズ・オブ・ザ・コーストは1993年8月5日に、「マジック:ザ・ギャザリング」最初の基本セット（アルファ）を発売した。本来半年で完売する予定だったが、6週間で100万枚完売することとなる。テストプレイヤーたちは独立した拡張パックの開発を始め、次いでこれを編集するガーフィールドに渡した。1994年6月に、ガーフィールドは学門の道を抜け、ウィザーズ・オブ・ザ・コーストの正社員ゲームデザイナーとして入社した。その後も開発に取り組み「アラビアンナイト」まで直接マジックの開発に携わった。彼はダンジョンズ&ドラゴンズ第3版ルールセットの第1次テストプレイヤーとなり、このゲームはウィザーズから2000年に発売された。彼は最終的に独立したゲームデザイナーになるために、ウィザーズを退社した。
彼はまだ散発的に「マジック:ザ・ギャザリング」に寄与している。さらに最近では、彼はPecking Order（2006年）とen:Rocketville （2006年）というボードゲームを開発した。後者は（現在）ウィザーズ・オブ・ザ・コーストの一部門であるアバロンヒルから発売された。彼は関心の多くをビデオゲームに移行し、Schizoidとen:Spectromancerのデザインと開発の仕事を持っている。

### 家族
後に妻となるリリー・ウーへのプロポーズの際、"Proposal"というオリジナルのカード（厳密には他のカードに貼りつけて使用するシール）を制作し、それを入れたデッキを使用したマジック:ザ･ギャザリングのデュエルでプロポーズを行ったというエピソードがある。なお、効果は「RichardはLilyにプロポーズする。このプロポーズが受け入れられた場合、両方のプレイヤーが勝利する。戦場に出ているカードと、双方のライブラリーと、双方の墓地を混ぜ合わせ、共有のデッキとする。」というもの。ちなみに実戦のケースも考えて一枚しかデッキに入れておらず、引き当てたのは三戦目だったという。カードの現物は本人とイラストを担当したQuinton Hooverが所有（ただし後者は後に盗難されたという）するほか、7枚が結婚パーティーにおいて友人に配られたのみである。なお、Proposalのイラストはリチャードの意向により非公開とされている。
2015年、Koni・kimと再婚。

### トリビア
ドラゴン誌の1997年12月号の中で、ガーフィールドのトレーディングカードゲームを特許出願した記事が掲載された。この記事ではガーフィールドが第20代アメリカ合衆国大統領ジェームズ・ガーフィールド （1831年–1881年）の玄孫であり、そして彼の大叔父がペーパークリップを考案したことが明らかにされた。

## ゲームデザイン
リチャード・ガーフィールドがデザインしたゲームの部分的なリスト；
- マジック:ザ・ギャザリング （1993年）トレーディングカードゲーム
- en:RoboRally （1994年）, ボードゲーム
- en:Vampire: The Eternal Struggle （1994年）トレーディングカードゲーム
- en:The Great Dalmuti （1995年）カードゲーム
- en:Netrunner （1996年）トレーディングカードゲーム
- en:BattleTech CCG （1996年）トレーディングカードゲーム
- Dilbert: Corporate Shuffle （1997年）カードゲーム
- Filthy Rich （1998年）ボードゲーム
- Twitch （1998年）カードゲーム
- デュエル・マスターズ （2002年）トレーディングカードゲーム
- en:Star Wars Trading Card Game （2002年）トレーディングカードゲーム
- Pecking Order （2006年）ボードゲーム
- Rocketville （2006年）ボードゲーム
- Stonehenge （2007年）ボードゲーム anthology
- en:Spectromancer （2008年）オンラインカードゲーム
- Schizoid （2008年）コンソールアクションゲーム
- en:Kard Combat （2011年）iOSゲーム
- キング・オブ・トーキョーen:King of Tokyo （2011年）ボードゲーム
- en:SolForge （2012年）iOSゲーム
- Ghooost! （2013年）カードゲーム